# La Reforma, Jalpan
La Reforma är en ort i Mexiko.   Den ligger i kommunen Jalpan och delstaten Puebla, i den sydöstra delen av landet, 180 km nordost om huvudstaden Mexico City. La Reforma ligger 166 meter över havet och antalet invånare är 471.
Terrängen runt La Reforma är varierad. La Reforma ligger nere i en dal. Runt La Reforma är det ganska tätbefolkat, med 65 invånare per kvadratkilometer. Närmaste större samhälle är Venustiano Carranza, 9,4 km nordost om La Reforma. Omgivningarna runt La Reforma är en mosaik av jordbruksmark och naturlig växtlighet.